# Nürburgring
Nürburgring er en berømt racerbane i Eifelbjergene i Tyskland beligende 100 km syd for Köln og næsten 700 km syd for den danske grænse ved byen Nürburg i Rheinland-Pfalz. Den findes i flere forskellige konfigurationer, men primært tænkes der på den 20.832 meter lange Nordsløjfe, der i folkemunde blot kaldes Ringen. Oprindeligt bestod den af den 22,810 km lange Nordschleife og den 7,747 km lange Südschleife. Efter at man indså, at Nürburgring var for farlig til Formel 1, byggede man i 1984 GP-Strecke, hvor Südschleife plejede at være. Denne nye bane kom tilbage på Formel 1-kalenderen samme år og har efterfølgende været en fast bestanddel - dog vil den fremover dele det tyske Grand Prix med Hockenheimring.

## Nordschleife
Nordschleife blev bygget i 1927, og var sammen med AVUS Tysklands vigtigste racerbaner inden krigen. Da FIA indførte verdenmesterskabet i Formel 1 i 1950, var Nürburgring ikke med i planerne, men allerede i 1951 var den indlemmet i mesterskabet, hvor den, med undtagelse af 1955, 1959 og 1970 blev indtil 1976. Banen var kendt som verdens sværeste bane, og en, hvor en god kører kunne kompensere for en dårlig bil. 
Blandt de største mestre på Nordschleife er Alberto Ascari, der vandt de to første løb i 1951 og 1952, og som den første kørte en omgang på under 10 minutter. Juan Manuel Fangio vandt hele 3 gange på banen, og sejren i 1957 er blandt de mest mytiske præstationer i Formel 1-historien, hvor Fangio efter problemer indhentede de to Ferrari-kørere Mike Hawthorn og Peter Collins, mens han igen og igen slog banerekorden. I 1961 blev Ferrari-køreren Phil Hill den første der kørte en omgang på under 9 minutter. Jackie Stewart vandt også på banen 3 gange, 1968, 1971 og 1973. I 1968 blev løbet kørt i tæt tåge og regnvejr, og Stewart vandt med den nok største margen nogensinde i Formel 1, med et forspring på mere end 4 minutter til den senere verdensmester Graham Hill. På den tid var man begyndt at stille spørgsmålstegn ved banens sikkerhed, og selvom der i 1970 blev lavet flere tiltag, bl.a. en udjævning af flere af de punkter hvor bilerne normalt fløj, var det dog ikke nok til at gøre banen tilnærmelsesvis sikker nok. Og efter Niki Lauda's ulykke i 1976, stod det klart for enhver at banen var for farlig. Dog var flere kørerne, bl.a. Clay Regazzoni og Jacky Ickx, kede af at banen blev droppet. Efter færdiggørelsen af GP-Strecke blev Nordschleife længde reduceret til 20,8 km. Banen er dog stadig verdens længste lukkede racerbane. 
Der hersker uenighed om hvor mange sving der egentlig er på Nordschleife, men 33 venstresving og 40 højresving er ikke et dårligt bud. Siden banen blev åbnet har den kostet ca. 200 mennesker livet. Den fik tildelt kælenavnet Det Grønne Helvede af Jackie Stewart. 
Banen er åben for offentligheden, og det er muligt at køre en tur på den, for ganske almindelige mennesker. Nordschleife bruges stadig til motorløb. Det mest prominente løb på den gamle bane er det årlige 24-timers løb, med over 200 deltagende biler. Det køres på en kombination af Nordschleife og den nye grand prix-bane. Løbsserien VLN, som er en serie for touringbiler og GT-sportsvogne, afvikler alle deres løb på en kombination Nordshleife og den forkortede udgave af Grand prix-banen. VLN-serien har ligeledes over 200 deltagende biler, som for en stor dels vedkommende også deltager i 24 timersløbet. Ydermere afvikles der en række standardvognsløb og et 3-timersløb for historiske biler på Nordschleife, som regel i forbindelse med 24-timersløbet. Mange bilfirmaer bruger banen som testlaboratorium for nye biler.

## Ulykker
Niki Lauda kørte den 1. august 1976 galt i sin Formel 1 bil, og dette førte til, at banen ikke mere blev brugt til formel 1. Lauda overlevede, men med alvorlige forbrændinger og skader på lungerne. Fra 1977 og fremefter blev Hockenheimring brugt til det tyske grand prix.